# Luca Lionello
Gianluca Lionello, lepiej znany jako Luca Lionello (ur. 9 stycznia 1964 w Rzymie) – włoski aktor filmowy, telewizyjny i teatralny.
Urodził się jako jedno z trojga dzieci i jedyny syn aktora Oreste Lionello. Ma dwie siostry – Alessię i Cristianę. Był ateistą, kiedy przyjął rolę Judasza Iskarioty w filmie Mela Gibsona Pasja (The Passion of the Christ, 2004), zdobywając nominację do nagrody Silver Ribbon podczas Sindacato Nazionale Giornalisti Cinematografici w Taorminie. Po zakończeniu zdjęć przeszedł na katolicyzm.

## Wybrana filmografia
- 1986: Diabeł wcielony (Il Diavolo in corpo)
- 1986: Diciottanni – Versilia 1966 (serial TV) jako Fabrizio
- 1986: Sposerò Simon Le Bon – Confessioni di una sedicenne jako Alex
- 1987: Mak pigreco 100
- 1988: Don Bosco
- 1988: Piccole stelle
- 1988: Rally
- 1989: Papryka (Paprika)
- 1991: Rodzinne sekrety (Una Famiglia in giallo, TV)
- 1992: Gangsterzy (Gangsters)
- 1995: Il Cielo è sempre più blu
- 1997: Il Decisionista
- 1997: Księżniczka Amina (Deserto di fuoco, miniserial TV) jako Selim
- 1998: Il Delitto di Via Monte Parioli jako Mirko Reggiani
- 2000: La Banda (TV)
- 2001: Oczy miłości (Gli Occhi dell’amore, TV) jako Filippo
- 2002: L’Italiano
- 2002: Święty Franciszek z Asyżu (Francesco, TV) jako młody tkacz
- 2003: Blindati (TV)
- 2004: Zorba Il Buddha
- 2004: Pasja (The Passion of the Christ) jako Judasz Iskariot
- 2005: Antonio, Guerriero Di Dio
- 2005: Maria (Mary) jako Tomasz
- 2005: Święty Piotr (San Pietro, TV) jako Maciej Apostoł
- 2005: Sangue, la morte non esiste jako Bruno
- 2005: Concorso di colpa jako Giovanni
- 2006: Nero Bifamiliare
- 2006: Cover boy: L’ultima rivoluzione jako Michele
- 2009: Napoli, Napoli, Napoli jako Sebastiano
- 2010: Le ultime 56 ore jako Paolo Manfredi
- 2013: Il ragioniere della mafia jako Alfio
- 2013: Roma Criminale jako Er Toretto
- 2014: Pasolini jako Narrator (głos)
- 2014: Bota jako Filipo
- 2015: Soldato semplice
- 2015: Fantasticherie di un passeggiatore solitario jako Jean Jacque Renou